# Hội Khánh
Hội Khánh est un village situé dans le district de Vạn Ninh, dans la province de Khánh Hòa, au centre du Vietnam. Hội Khánh est surtout connu pour être le lieu de résidence du bonze Thích Quảng Đức qu s'est immolé par le feu en 1963 pour protester contre la discrimination anti-bouddhiste du président du Sud-Vietnam Ngô Đình Diệm.